# 瑞恩·布朗
瑞恩·布朗（Ryan Brown，1975年1月2日—）是美國的一位演員。他最著名的作品包括在1998年至2001年期間在指路明燈中飾演Bill Lewis III，以及在2002年至2003年在年輕和騷動不安的一族中飾演Billy Abbott。他也是一本小說的編者。布朗畢業於俄克拉荷馬大學。